# Kohleria ortgiesii
Kohleria ortgiesii là một loài thực vật có hoa trong họ Tai voi. Loài này được (hort. ex Planch.) H.E. Moore mô tả khoa học đầu tiên năm 1954.